# The Adventures of Rin Tin Tin
The Adventures of Rin Tin Tin é um programa de televisão infantil americano. Desde outubro de 1954 até maio de 1959, 164 episódios foram ao ar originalmente na rede de televisão ABC. Ele estrelou Lee Aaker como Rusty, um garoto órfão em um ataque indiano, que estava sendo criado pelos soldados em um posto de cavalaria dos EUA conhecido como Fort Apache. Ele e seu cão pastor alemão, Rin Tin Tin, ajudaram os soldados a estabelecer a ordem no oeste americano. James E. Brown apareceu como tenente Ripley "Rip" Masters. Os coestrelas incluíram Joe Sawyer e Rand Brooks. 

## Sobre Rin Tin Tin

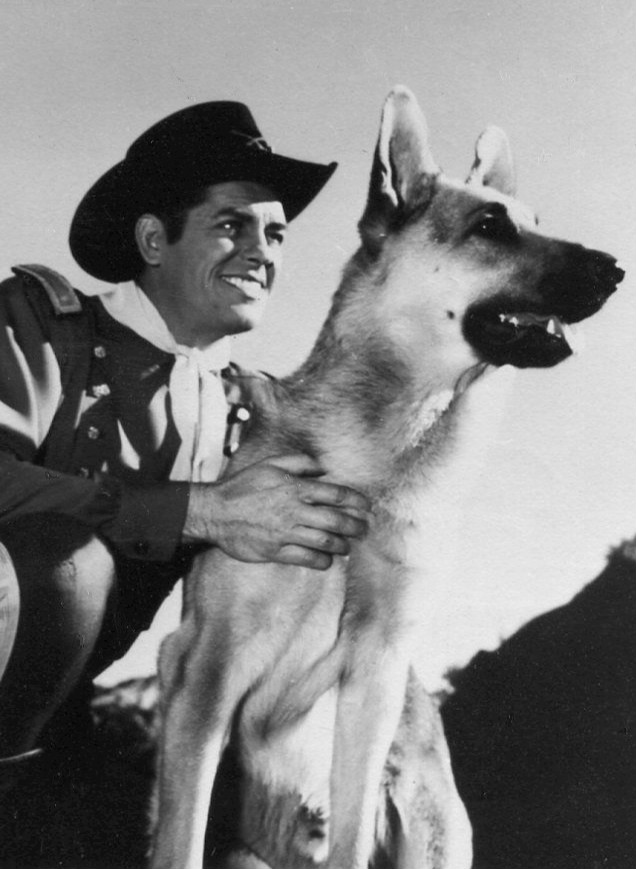
Brown e Rin Tin Tin em um cartão postal de publicidade de 1955.

Os episódios foram filmados com um orçamento baixo, limitando o estoque do filme a preto e branco. A ação ao ar livre foi filmada em grande parte no Corriganville Movie Ranch, a noroeste de Los Angeles, em Simi Valley, onde a produção fez amplo uso do Fort Apache da instalação. Sequências de ação adicionais foram filmadas no Iverson Movie Ranch, em Chatsworth, Califórnia, conhecida por suas enormes pedras de arenito e amplamente reconhecida como o local de filmagem ao ar livre mais filmado na história de Hollywood.[carece de fontes?]
A trupe de 12 atores do programa muitas vezes era obrigada a interpretar várias partes no mesmo episódio, às vezes ao ponto de um ator lutando contra si mesmo, vestindo um uniforme de cavalaria em um tiro e um traje Apache em outro. O cão homônimo, Rin Tin Tin IV, viveu cerca de 90 miles (140 km)   no rancho de Duncan, em Riverside, Califórnia, recebendo visitantes ansiosos para ver o famoso cachorro.

## Informações de transmissão
O programa durou cinco temporadas na ABC nas noites de sexta-feira, de outubro de 1954 a maio de 1959. A ABC repetiu a série nas tardes de setembro de 1959 a setembro de 1961. Durante sua primeira temporada (1954-1955), The Adventures of Rin Tin Tin terminou em #23 nas classificações da Nielsen, tornando-a a segunda série mais bem cotada na ABC na época atrás da Disneyland.
As reprises ocorreram aos sábados na CBS de setembro de 1962 a setembro de 1964. Um novo pacote de reprises foi exibido em 1976 e continuou em meados da década de 1980. As impressões originais em preto e branco foram pintadas de marrom claro com novos segmentos de abertura e fechamento filmados em cores em Utah.
Atualmente, o programa vai ao ar em distribuição na Antenna TV, com episódios remasterizados produzidos pela Cerulean Digital Color and Animation, com linhas remarcadas para algumas cenas usando atores diferentes dos do elenco original da série, com uma música tema genérica diferente.[carece de fontes?]

## Elenco
- Lee Aaker - Corporal Rusty "B-Company"
- James Brown - Lt. Ripley 'Rip' Masters
- Rin Tin Tin IV/Flame, Jr. - Rin Tin Tin
- Joe Sawyer - Sgt. Biff O'Hara
- Rand Brooks - Corporal Randy Boone
- William Forrest - Major Swanson
- Hal Hopper - Cpl. Clark
- John Hoyt - Colonel Barker
- Harry Strang - Sheriff
- Dean Fredericks - Komawi
- Mildred von Hollen - Mrs. Barrington
- George Keymas - Black Billy
- Ralph Moody - Silas Gunn
- Tom McKee - Capt. Davis
- William Fawcett - Captain Longey/Marshal George Higgins
- Morris Ankrum - Chief Red Eagle
- Lane Bradford - Barrows
- Ernest Sarracino - Hamid Bey
- Jack Littlefield - Karl
- Dehl Berti - Katawa
- Bill Hale - Cole Hogarth
- Steven Ritch - Lone Hawk
- Lee Roberts - Aaron Depew
- Larry Chance - Apache Jack
- Charles Stevens - Geronimo
- Gordon Richards - Hubert Twombly
- Pierre Watkin - The Vet
- Tommy Farrell - Carpenter
- Harry Hickox - John Carter
- Andy Clyde - Homer Tubbs
- Ed Hinton - Seth Ramsey
- Patrick Whyte - McKenzie
- Stanley Andrews - Ed Whitmore
- Abel Fernandez - O-ye-tza
- Louis Lettieri - Chief Pokiwah
- Jan Arvan - Chief Running Horse
- William Henry - Bill Anderson

## Lista de Episódios
|          | 1ª Temporada (Ano: 1954)                          | 1ª Temporada (Ano: 1954)                     |
| Episódio | Nome Original                                     | Nome em Portugues                            |
| -------- | ------------------------------------------------- | -------------------------------------------- |
| 1        | Meet Rin Tin Tin                                  | Conheça Rin Tin Tin                          |
| 2        | Wolf Cry                                          | Choro do lobo                                |
| 3        | Rin Tin Tin in the Flaming Forest                 | Rin Tin Tin na Floresta Flamejante           |
| 4        | Rin Tin Tin and the Raging River                  | Rin Tin Tin e o Rio Raging                   |
| 5        | The Killer Cat                                    | O gato assassino                             |
| 6        | The Education of Corporal Rusty                   | A educação corporal de Rusty                 |
| 7        | Rin Tin Tin and the Apache Chief                  | Rin Tin Tin e o chefe Apache                 |
| 8        | Rin Tin Tin, Outlaw                               | Rin Tin Tin, Fora da Lei                     |
| 9        | The Outcast of Fort Apache                        | O exilado do Fort Apache                     |
| 10       | Rin Tin Tin and the Ancient Mariner               | Rin Tin Tin e o Antigo Marinheiro            |
| 11       | Rin Tin Tin and the Raw Recruit                   |                                              |
| 12       | Blood Brothers                                    | Irmãos de Sangue                             |
| 13       | Rin Tin Tin and the Gold Bullion                  | Rin Tin Tin e as barras de ouro              |
| 14       | Rin Tin Tin and the Sacred Lance                  | Rin Tin Tin e a Sacred Lance                 |
| 15       | Rin Tin Tin and the Shifting Sands                | Rin Tin Tin e as areias movediças            |
| 16       | Rusty Plays Cupid                                 | Rusty banca o cúpido                         |
| 17       | Rin Tin Tin And The Medicine Man                  | Rin Tin Tin e o curandeiro                   |
| 18       | The Babe In The Woods                             | O bebe na floresta                           |
| 19       | Rin Tin Tin and the Eagle’s Nest                  | Rin Tin Tin e o Ninho da Águia               |
| 20       | Rusty Resigns from the Army                       | Rusty demite-se do Exército                  |
| 21       | The Legacy of Sean O’Hara                         | O Legado de Sean O’Hara                      |
| 22       | Rin Tin Tin and the Barber of Seville             | Rin Tin Tin e o Barbeiro de Sevilha          |
| 23       | Rin Tin Tin and the Blushing Brides               | Rin Tin Tin e as Noivas Envergonhadas        |
| 24       | The Guilty One                                    | O culpado                                    |
| 25       | Rin Tin Tin and the Magic Box                     | Rin Tin Tin e a Caixa Mágica                 |
| 26       | Rin Tin Tin and the Bandit Kingdom                | Rin Tin Tin e o Reino dos Bandidos           |
| 27       | Rin Tin Tin and the Printer’s Devil               |                                              |
| 28       | Rin Tin Tin and the Dead Man’s Gold               | Rin Tin Tin e o Ouro do Homem Morto          |
| 29       | Rin Tin Tin and the Ghost Town                    | Rin Tin Tin e a Cidade Fantasma              |
| 30       | O’Hara Gets Busted                                | O'Hara é preso                               |
| 31       | Rin Tin Tin and the Bounty Hunters                | Rin Tin Tin e os caçadores de recompensas    |
| 32       | Farewell to Fort Apache                           | Adeus ao Fort Apache                         |
| 33       | Rin Tin Tin and the Lost Scotchman                | Rin Tin Tin e o Escocês Perdido              |
| 34       | Rin Tin Tin and the Lonesome Road                 | Rin Tin Tin e a estrada solitária            |
|          | 2ª Temporada (Ano: 1955)                          |                                              |
| 35       | Rin Tin Tin and the Bugle Call                    | Rin Tin Tin e a Chamada do Clarim            |
| 36       | Rin Tin Tin Meets Shakespeare                     | Rin Tin Tin Encontra Shakespeare             |
| 37       | Rin Tin Tin and the Wild Stallion                 | Rin Tin Tin e o garanhão selvagem            |
| 38       | Rusty Volunteers                                  | Voluntário Rusty                             |
| 39       | Rin Tin Tin and the Poor Little Rich Boy          | Rin Tin Tin e o pobre menino rico            |
| 40       | Rin Tin Tin and the White Buffalo                 | Rin Tin Tin e o Búfalo Branco                |
| 41       | Rin Tin Tin Meets Mister President                | Rin Tin Tin encontra o senhor presidente     |
| 42       | Rin Tin Tin and the Iron Horse                    | Rin Tin Tin e o Cavalo de Ferro              |
| 43       | Rin Tin Tin and the Connecticut Yankee            | Rin Tin Tin em Connecticut Yankee            |
| 44       | Higgins Rides Again                               | Higgins cavalga novamente                    |
| 45       | Boone’s Wedding Day                               | Dia do Casamento de Boone                    |
| 46       | Rusty Goes to Town                                | Rusty vai para a cidade                      |
| 47       | Rin Tin Tin and the Lost Patrol                   | Rin Tin Tin e a Patrulha Perdida             |
| 48       | Rin Tin Tin and the Star Witness                  | Rin Tin Tin e a Testemunha da Estrela        |
| 49       | Rin Tin Tin and the Last Chance                   | Rin Tin Tin e a Última Chance                |
| 50       | Rin Tin Tin and the Christmas Story               | Rin Tin Tin e a história de Natal            |
| 51       | Rin Tin Tin and the Indian Burial Grounds         | Rin Tin Tin e o cemitério indígena           |
| 52       | Rin Tin Tin and the Missing Heir                  | Rin Tin Tin e o Herdeiro Desaparecido        |
| 53       | Rusty’s Romance                                   | Romance de Rusty                             |
| 54       | Rin Tin Tin and the Tin Soldier                   | Rin Tin Tin e o Soldado de Chumbo            |
| 55       | Rin Tin Tin and the Big Top                       | Rin Tin Tin e a Tenda de circo               |
| 56       | Rusty’s Bank Account                              | Conta Bancária de Rusty                      |
| 57       | Rin Tin Tin Meets O’Hara’s Mother                 | Rin Tin Tin encontra a mãe de O'Hara         |
| 58       | Rin Tin Tin and the Return of the Ancient Mariner | Rin Tin Tin e o Retorno do Antigo Marinheiro |
| 59       | The Failing Light                                 | A Luz Fracassada                             |
| 60       | Rusty’s Mystery                                   | Mistério de Rusty                            |
| 61       | The Third Rider                                   | O Terceiro Cavaleiro                         |
| 62       | Rusty Surrenders                                  | Rendições de Rusty                           |
| 63       | Rin Tin Tin and the Rainmaker                     |                                              |
| 64       | Scotchman’s Gold                                  | O escocês de ouro                            |
| 65       | Attack on Fort Apache                             | Ataque ao Fort Apache                        |
| 66       | Rin Tin Tin and Homer the Great                   | Rin Tin Tin e Homer, o Grande                |
| 67       | Rinty Finds a Bone                                | Rinty encontra um osso                       |
| 68       | Rin Tin Tin Meets Mister Nobody                   | Rin Tin Tin Encontra Senhor Ninguém          |
| 69       | Rin Tin Tin and the Circle of Fire                | Rin Tin Tin e o Círculo de Fogo              |
| 70       | Rin Tin Tin and the Second Chance                 | Hubert vai para o oeste                      |
| 71       | Rin Tin Tin and the Lost Treasure                 | Rin Tin Tin e o Tesouro Perdido              |
| 72       | Rin Tin Tin and the Second Chance                 | Rin Tin Tin e a segunda chance               |
|          | 3ª Temporada (Ano: 1956)                          |                                              |
| 73       |                                                   |                                              |
| 74       |                                                   |                                              |
| 75       |                                                   |                                              |
| 76       |                                                   |                                              |
| 77       |                                                   |                                              |
| 78       |                                                   |                                              |
| 79       |                                                   |                                              |
| 80       |                                                   |                                              |
| 81       |                                                   |                                              |
| 82       |                                                   |                                              |
| 83       |                                                   |                                              |
| 84       |                                                   |                                              |
| 85       |                                                   |                                              |
| 86       |                                                   |                                              |
| 87       |                                                   |                                              |
| 88       |                                                   |                                              |
| 89       |                                                   |                                              |
| 90       |                                                   |                                              |
| 91       |                                                   |                                              |

## Estrelas convidadas
Os atores convidados de Rin Tin Tin incluíram os veteranos atores ocidentais Roscoe Ates e Dean Fredericks (mais tarde Steve Canyon) em seis episódios. Outros foram Ron Hagerthy e Ewing Mitchell, ambos mais tarde semi-regulares da série Sky King, e Ed Hinton.
John M. Pickard, estrela da série Boots and Saddles (sindicado, 1957-1958), apareceu três vezes em Rin Tin Tin . Lee Van Cleef e Harry Dean Stanton foram outros convidados. Don Devlin apareceu nos episódios "The Epidemic" (1958) e "The Ming Vase" (1959). Rodolfo Hoyos, Jr., foi escalado como Don Alfonso Garcia em "O Reino dos Bandidos" (1955). Nan Leslie foi escalada em três episódios de 1956, "Rin Tin Tin e a Segunda Chance", "Wagon Train" e "Fort Adventure"; nos últimos dois segmentos, ela interpretou Joan Lambert.
Robert Fuller, antes de Laramie, apareceu como Stan no episódio de 1958 "The Epidemic". Harry Cheshire, ex-juiz Ben Wiley em Buffalo Bill, Jr., apareceu como Silas Mason em "The Misfit Marshal" (1959). 
Brad Johnson (1924–1981), conhecido como Lofty Craig na série ocidental Annie Oakley, apareceu uma vez em Rin Tin Tin no papel de John Quinn no episódio "The Iron Horse" (1955). 
Robert Knapp foi escalado para o papel de Allen no episódio de 1955 "The Guilty One". 
William Fawcett interpretou um marechal idoso destemido lutando contra o elemento fora da lei em quatro episódios, incluindo o episódio de 1955, "Higgins Rides Again". 
Rico Alaniz apareceu duas vezes, como Big Elk em "Rin Tin Tin Meets O'Hara's Mother" e como Don Valdez em "The Invaders" (ambos em 1956).